# Låtsas som det regnar
Låtsas som det regnar är en låt av den svenska sångerskan Veronica Maggio från hennes fjärde studioalbum Handen i fickan fast jag bryr mig (2013). Låten gick in på plats 14 på Sverigetopplistan i samband med albumets utgivning. "Låtsas som det regnar" remixades sedan och släpptes som albumets tredje singel den 3 september 2014.

## Låtlistor
- Remix[1]

1. "Låtsas som det regnar" (Jarly remix) – 3:58

## Listplaceringar
| Topplista (2013)            | Högsta placering |
| --------------------------- | ---------------- |
| Sverige (Sverigetopplistan) | 14               |

## Fotnoter
1. 1 2  ”Låtsas som det regnar (Jarly Remix) – Single av Veronica Maggio”. Itunes Store. Apple. https://itunes.apple.com/se/album/latsas-som-det-regnar-jarly/id914065147. Läst 11 september 2014.
2. ↑  ”swedishcharts.com – Veronica Maggio – Sergels torg”. Sverigetopplistan. Hung Medien. http://www.swedishcharts.com/showitem.asp?interpret=Veronica+Maggio&titel=L%E5tsas+som+det+regnar&cat=s. Läst 11 september 2014.